# Kjetil Borch
Kjetil Borch est un rameur norvégien, né le 14 février 1990 à Tønsberg.

## Biographie
Il est licencié au club du Horten RK où il réside.
Il participe aux Jeux olympiques d'été de 2012 à Londres en deux de couple où il est éliminé en demi-finales avec le septième temps.
Aux Championnats du monde 2013, il remporte la médaille d'or du deux de couple avec Nils Jakob Hoff.
Il détient aussi deux médailles de bronze européennes en 2012 et 2013.
Aux  Jeux Olympiques de 2016 à Rio de Janeiro, il obtient la médaille de bronze dans l'épreuve du deux de couple avec Olaf Tufte.
Aux  Jeux Olympiques de 2020 à Tokyo, il obtient la médaille d'argent dans l'épreuve du skiff.

## Palmarès

### Jeux olympiques
- 2016 à Rio de Janeiro,  Brésil
  -  Médaille de bronze en deux de couple
- 2020 à Tokyo,  Japon
  -  Médaille d'argent en skiff

### Championnats du monde
- 2013 à Chungju,  Corée du Sud
  -  Médaille d'or en deux de couple
- 2018 à Plovdiv,  Bulgarie
  -  Médaille d'or en skiff
- 2019 à Ottensheim,  Autriche
  -  Médaille de bronze en skiff

### Championnats d'Europe
- 2012 à Varèse,  Italie
  -  Médaille de bronze en deux de couple
- 2013 à Séville,  Espagne
  -  Médaille de bronze en deux de couple
- 2018 à Glasgow,  Royaume-Uni
  -  Médaille d'or en skiff